# مقبرة الشهداء (نقطة الصفر)
مقبرة الشهداء (نقطة الصفر) والمعروفة باسم "point zéro" تعد من أشهر مقابر بولاية غليزان حيث تضم رفاة 750 شهيد تعرضوا للتعذيب حتى الموت أين ألقي بهم في آبار وتتواجد غرب بلدية سيدي خطاب. 

## تاريخ
يضم الموقع مقبرة شهداء إضافة لأربع آبار تم إلقاء الشهداء فيها من قبل جنود الاحتلال الفرنسي. 
- البئر الأول :350
- البئر الثاني:250
- البئر الثالث :150
- البئر الرابع: لم يحدد بعد عدد الشهداء.